# Recta numèrica
La recta numèrica és un gràfic unidimensional d'una línia en què els nombres enters són mostrats com a punts marcats i separats uniformement. Freqüentment, s'usa com a suport a l'aprenentatge de l'addició i la subtracció simples, especialment quan hi intervenen nombres negatius. Està dividida en dues meitats simètriques per l'origen, és a dir, el nombre zero.
En la recta numèrica següent, els nombres negatius es representen en vermell i els positius en morat:

La recta numèrica. Encara que la imatge de dalt mostra només els nombres enters entre -9 i 9, la recta inclou tots els nombres reals, continuant «il·limitadament» en cada sentit

## Recta numèrica real
La recta numèrica real o recta de coordenades és una representació geomètrica del conjunt dels nombres reals. Té el seu origen en el zero, i s'estén en una sola direcció, els positius en un sentit (normalment, cap a la dreta) i els negatius en l'altre (normalment, cap a l'esquerra). Existeix una correspondència un a un entre cada punt de la recta i un nombre real. S'usa el símbol {\displaystyle \mathbb {R} } per a aquest conjunt.
Per a construir-la, s'escull de manera arbitrària un punt d'una línia recta perquè representi el zero o punt origen. Es tria un punt a una distància adequada a la dreta de l'origen perquè representi el número 1. Això estableix l'escala de la recta numèrica.

## Topologies sobre la recta real
Sobre la recta real, es poden definir diferents topologies sota les quals la recta real té propietats topològiques i geomètriques, diferents de la de la topologia mètrica usual.